# Torii Kiyotsune

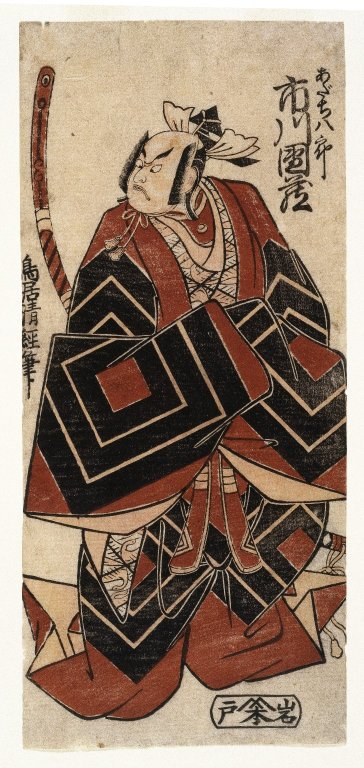
L'attore Ichikawa Danzo nel ruolo di Shibaraku

Torii Kiyotsune (鳥居清経?; fl. XVIII secolo) è stato un pittore e incisore giapponese, rappresentante del genere ukiyo-e.

## Biografia
Fu membro della scuola Torii, allievo di Torii Kiyomitsu, di cui seguì lo stile. Specializzato nel ritrarre gli attori teatrali, fu tra i membri della sua scuola quello che più lavorò nell'illustrazione dei romanzi popolari, scritti soprattutto di Jōa o dallo stesso Kiyotsune. Fu attivo dal 1757 al 1779. Secondo lo scrittore Shikitei Sanba con Kiyotsune la maniera della scuola Torii si fece nelle forme più moderna.